# Стефан Караджа (квартал)
Вижте пояснителната страница за други личности с името Стефан Караджа.
„Стефан Караджа“ е исторически квартал на София, днес част от ж.к. „Хаджи Димитър“. Кръстен е на българския революционер Стефан Караджа. Кварталът е застроен предимно с панелни блокове от серии Бс-2-63 (обединена) и Бс-69-Сф.

## История
На територията на днешния квартал „Стефан Караджа“ е разкрита една от най-големите римски вили в района на София. Тя включва голяма жилищна сграда, мавзолей, три склада за зърно и три други стопански постройки, една от които с дължина 50 метра и жилища за работниците в двата ѝ края. До една от сградите е открито гърне с 250 сребърни монети. Предполага се, че вилата е разрушена и изоставена при нападението на готите около 270 година, но мястото около мавзолея е използвано като гробище столетия след това, а в наши дни там е бил запазен оброчен кръст.

## Образование
- 95 СУ

## Транспорт
- Автобуси – № 85, 285, 90, 100, 86, 78;
- Тролейбуси – № 1, 2 и 4;
- Маршрутни таксита – № 28, 34, 33, 39, 49.